# Alt-Linzenshäuschen

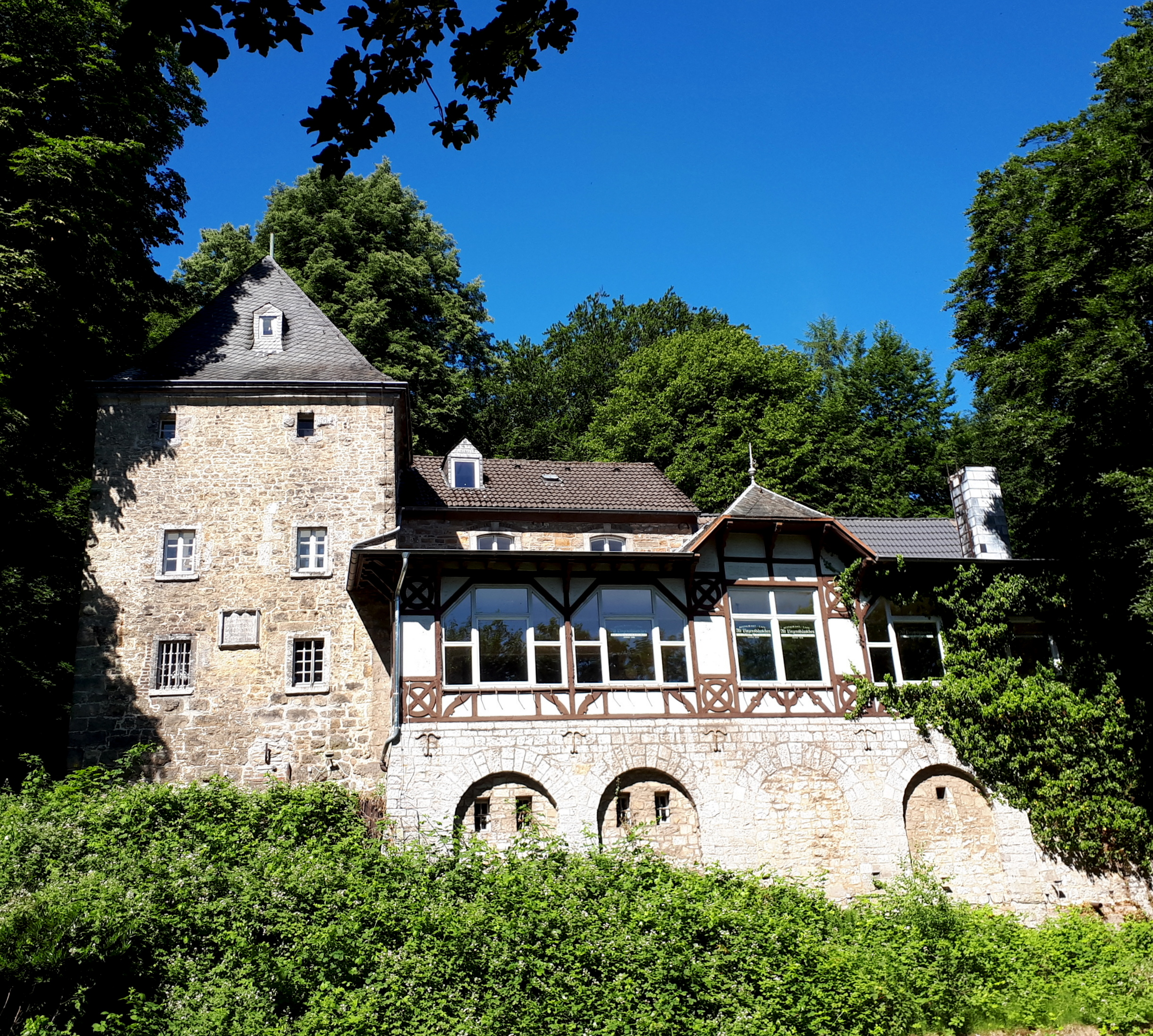
Alt-Linzenshäuschen

Alt-Linzenshäuschen ist die Bezeichnung für einen der acht ehemaligen Wachttürme des früheren Aachener Reiches, der um 1410 erbaut worden war. Er lag in der Aachener Heide, dem südlich von Aachen gelegenen Waldgebiet, am Rande einer schon zur Römerzeit vorhandenen Wegeverbindung, des späteren Pilgerweges von Eupen nach Aachen, heute die Bundesstraße 57. Sein ursprünglicher Name lautete „Wachtturm Brandenberg“ (Brandenberg = Grenzberg), ab dem 16. Jahrhundert entwickelte sich aber über mehrere Namensvariationen hinweg zunächst im Volksmund und später auch in den offiziellen Aufzeichnungen der Name „Linzenshäuschen“. Der gesamte heutige Gebäudekomplex steht unter Denkmalschutz. In den 12 Novellen im Lokalkolorit von Carl Borromäus Cünzer ist Alt-Linzenshäuschen einer der Schauplätze seiner Handlungen.

## Namensherkunft
Die ursprüngliche Bezeichnung Brandenberg für Grenzberg bezieht sich auf die Grenzlage einer Anhöhe im Süden des Aachener Reiches zu seinen damaligen Nachbargebieten, die zunächst dem Herzogtum Limburg und später den österreichischen Habsburgern unterstellt waren.
Ausschlaggebend für die neuere Bezeichnung war schließlich ein städtischer Bediensteter namens Lenz (Lorentz/Laurentz) Bestyn (Bastian), der wie schon sein gleichnamiger Vater als Turmwächter und Forstbeamter dort eine Dienstwohnung belegte. Der Sohn wurde erstmals um 1510 urkundlich erwähnt, als ein gewisser Andreas von Merode und Pächter eines Großteils des benachbarten Waldes sich per Brief vom 24. Oktober 1510 darüber beschwerte, dass Aachener Bürger dort verbotenerweise Holz fällen würden und der Turmwächter diese nicht hinderte, sondern sogar sich selbst daran beteiligen würde. Damit wurde Lenz als Holzdieb und Waldfrevler stadtbekannt und verspottet, woraufhin ihn der Volksmund fortan nur noch „Leensgyn up ghen huysgijn“ nannte. Der Name „Leensgyn/Lenßgen“ selbst entwickelte sich aus der Spott- und Verkleinerungsform von Lenz und bedeutet so viel wie „Lenzchen“ oder „kleiner Lenz“. Hinzu fügte der Volksmund die verniedlichte Form für den Häuserkomplex, wodurch die Bezeichnung „Lenzchen auf seinem Häuschen“ entstand.
Bereits ab Ende des 16. Jahrhunderts sprach keiner mehr vom Turm „Brandenberg“ und die personenbezogene Bezeichnung stabilisierte sich jetzt auch in amtlichen Urkunden und Karten. Hier variierte sie dann über „Laurentii häußlein“ (1699), „Lorentz häusge“ (1780), „Laurentz häusge“ (1795), und durch weitere Vokalverschiebungen zum heutigen „Linzenshäuschen“, was wiederum dem ursprünglichen Lenßgen näher kommt.
Nachdem Ende des 19. Jahrhunderts in unmittelbarer Nachbarschaft ein weiteres Gebäude errichtet wurde, welches dann „Neu-Linzenshäuschen“ genannt wurde, erhielt die ehemalige Wachanlage den heute noch gültigen Namen „Alt-Linzenshäuschen“.

## Geschichte
Der Wachtturm Brandenberg wurde im Auftrag der Freien Reichsstadt Aachen mit Zustimmung des Herzogs von Jülich zunächst als Teil der äußeren Wehranlage und des Aachener Landgrabens errichtet und mit berittenem Wachpersonal besetzt. Die nähere Umgebung bestand hauptsächlich aus Heidelandschaft, Feldern und Wiesen, so dass eine ausreichende Rundum- und Fernsicht bestand. Der Turm selbst stand mit mindestens einem der sieben anderen Wachttürme in optischer Verbindung, so dass rechtzeitig per Rauch- oder Lichtzeichen oder mit Böllerschüssen vor unerlaubten Eindringlingen gewarnt werden konnte. Schon im 15. Jahrhundert diente die Wachanlage zusätzlich auch als Forsthaus, in dem ein städtischer Forstbeamter wohnte, der in späteren Jahren auch das Amt des Kurwächters versah. Der erste namentlich bekannte Förster war 1458 Peter Mölner, der gegenüber dem amtierenden Bürgermeister gelobte, „die Vorschriften militärischer, polizeilicher, landwirtschaftlicher, sozialer und zivilrechtlicher Art getreu zu erfüllen“.

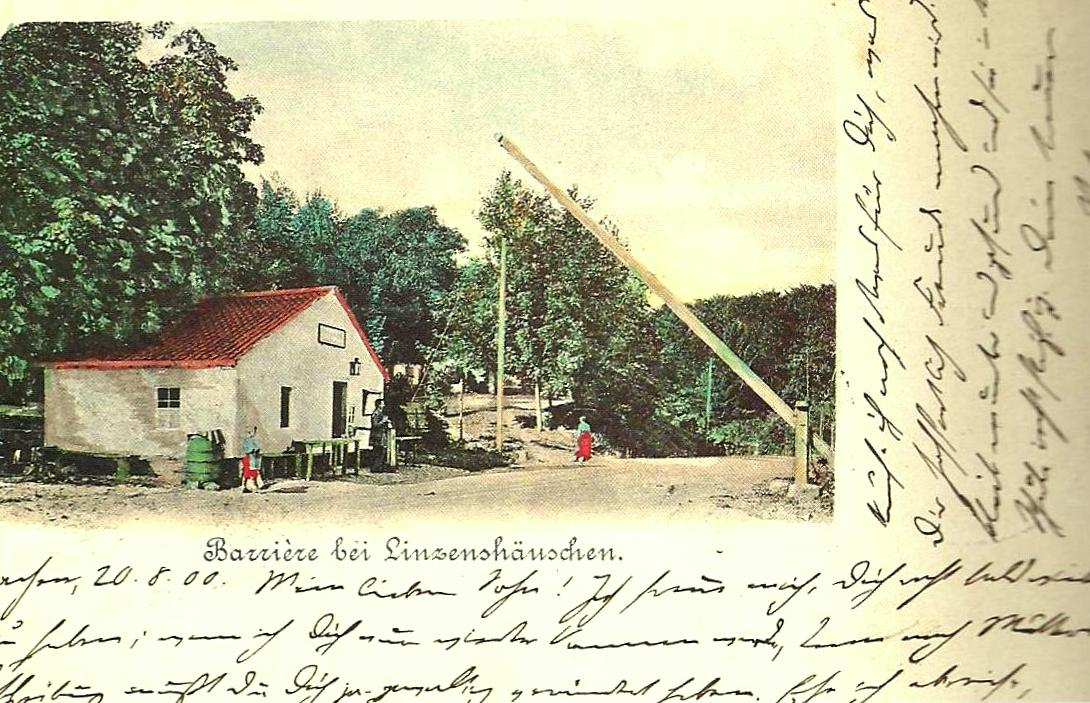
Zollstation Linzenshäuschen

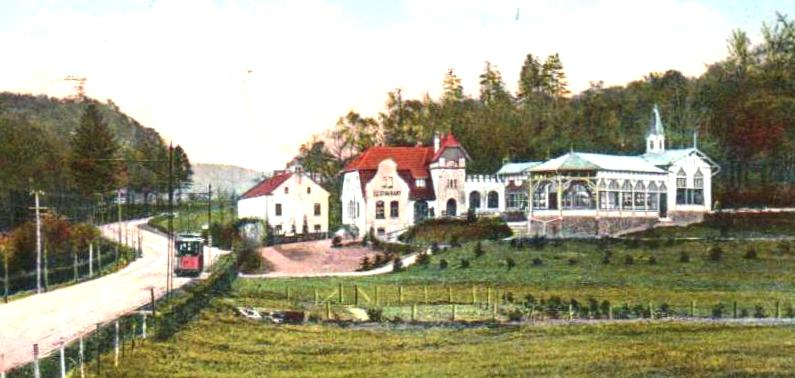
Neu-Linzenshäuschen; Im Hintergrund des Wirtschaftsgebäudes ist die Turmspitze von Alt-Linzenshäuschen zwischen lichtem Laub zu erkennen

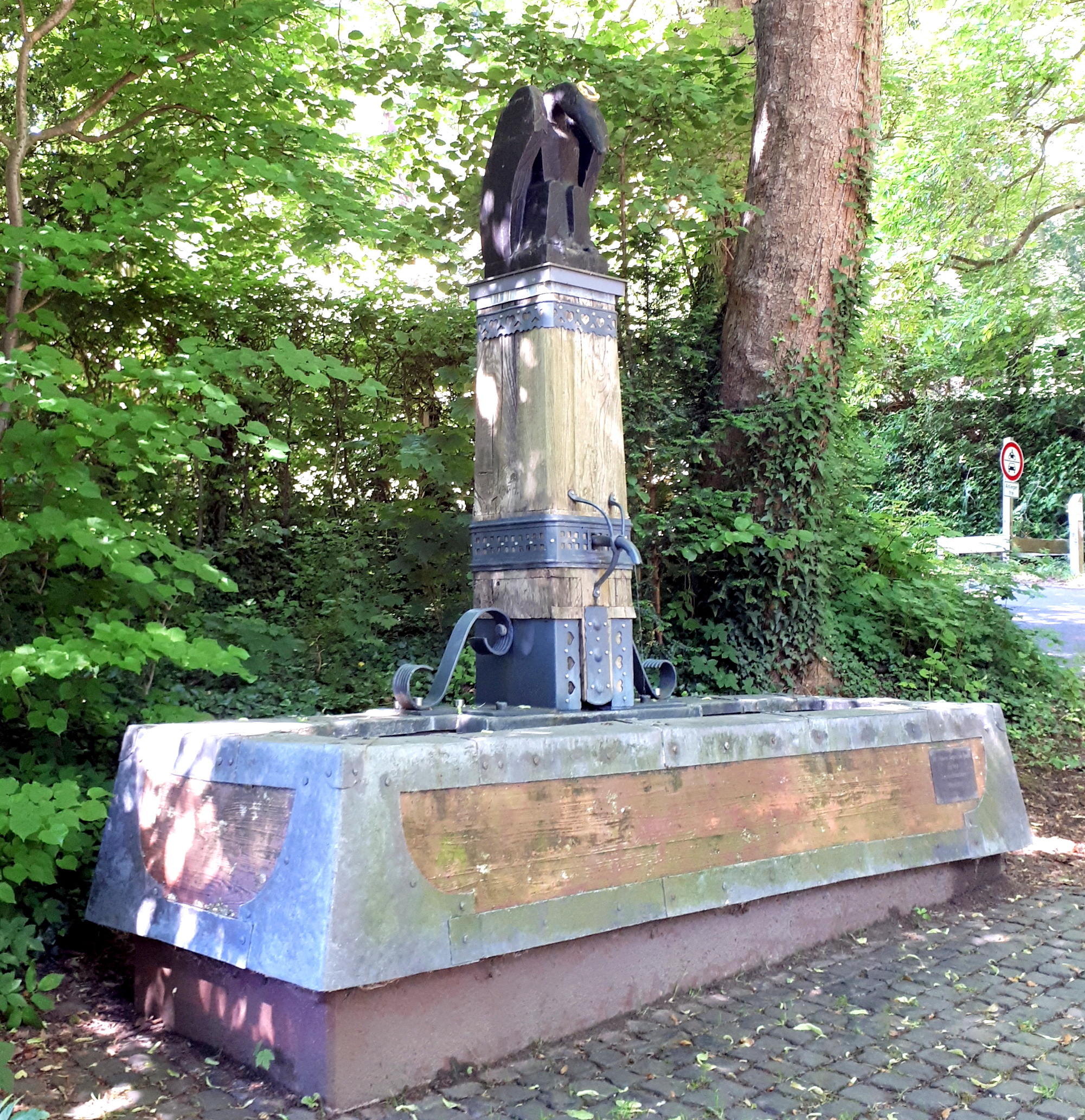
Ehemalige Pferdetränke; später Rabenbrunnen

Zu Beginn des 18. Jahrhunderts wurde am Wachtturm von Linzenshäuschen ein Anbau als Bewirtungshaus errichtet, wo Reisende sich stärken konnten, sowie eine Scheune, um die Pferde zu wechseln und zu versorgen. Dazu gehört auch der an der Auffahrt zur Straße gelegene Brunnen, der als Pferdetränke diente und dem 1905 eine Rabenskulptur aufgesetzt worden war, weshalb er auch als „Rabenbrunnen“ bekannt ist. Ab 1828 erhielt Linzenshäuschen darüber hinaus auch die Funktion einer Zollstelle zur Erhebung der damals eingeführten Wegemaut sowie der Mahl- und Schlachtsteuer, wobei zu diesem Zweck die vorbeiführende Straße durch Grindel (Schlagbäume) unterbrochen wurde.
Nachdem bereits wenige Jahrzehnte später die Verwendung als Zollhaus entfallen war, wurde das umgebende Gelände für die Erholung suchende Bevölkerung neu aufgeforstet und um 1850 die bestehenden Gebäude grundlegend saniert und restauriert. Dazu wurden zunächst hinter dem Hauptgebäude die vorhandenen Wirtschaftsgebäude zu Personal- und Dienstgebäude erweitert und ausgebaut und zwischen beiden Gebäuden eine Terrasse für die Außengastronomie eingerichtet sowie im Jahr 1893/94 ein Anbau auf einer steinernen Gewölbebasis an der zur Straße gewandten Seite erbaut. Darüber hinaus erhielt Linzenshäuschen wenig später einen Gleisanschluss an die Straßenbahn Aachen, deren Linie „F“ etwa ab der Jahrhundertwende Linzenshäuschen als Endstation bediente. Daraufhin strömten jetzt vor allem die Aachener Kur- und Badegäste in Scharen in den Wald, woraufhin recht bald ein weiteres Gastronomiegebäude mit einem großzügigen Glaspalast und einem Musikpavillon wenige hundert Meter unterhalb und stadteinwärts von Alt-Linzenshäuschen im Eingangsbereich des heutigen Grindelweges erbaut wurde.
Während Mitte des 20. Jahrhunderts Neu-Linzenshäuschen aus Kostengründen abgerissen werden musste, blieb Alt-Linzenshäuschen als Ausflugsgaststätte mit seiner in Aachen-Lütticher Barock gehaltenen Einrichtung ebenso erhalten wie die alte Pferdetränke, die im Laufe der Zeit mehrmals restauriert worden ist. Diese erhielt im Jahre 1956 von dem Aachener Bildhauer Matthias Corr eine neue Rabenplastik aufgesetzt.
Nach langem Leerstand wurde 2022 bekannt, dass neue Pächter die Kerres Locations das über 600 Jahre alte Objekt übernommen haben und hier eine Hochzeits- und Eventlocation betreiben.

## Grand Eremitage Linzenshäuschen
Um 1699 wurden in unmittelbarer Nachbarschaft zu Linzenshäuschen und mit Genehmigung des Stadtrates eine Einsiedlerklause, die maximal zwei Ordensleuten Platz bieten sollte, und wenig später eine Kapelle mit einer kleinen Begräbnisstätte erbaut. Diese Örtlichkeit erhielt den Namen „Grand Eremitage“ zwecks Unterscheidung zu der seit 1681 bestehenden „Petit Eremitage“ an der Marienkapelle Burtscheid. Die Einsiedelei Linzenshäuschen erhielt über dem Türbogen einen Schlussstein, auf dem das Wappen der Stadt Aachen mit der Jahreszahl 1700 sowie die Namen der Aachener Bürgermeister Balthasar Fiebus (1646–1715) und Werner von Broich und der Baumeister Hinrich Simons und Winand von Eichwiller eingraviert wurden. Bis 1749 war die Einsiedelei bewohnt, danach sollte sie laut Ratsbeschluss abgerissen werden, doch wurde die Anordnung vorerst nicht ausgeführt und stattdessen wurde sie privat von einem Ehepaar bewohnt, welches dort ein kleines Café einrichtete. Erst im Verlauf der französischen Besetzung wurde die Klause aufgrund von Vandalismus endgültig geräumt und zerstört. Der Schlussstein mit den Eingravierungen konnte gerettet und im Rahmen einer späteren Sanierung über den Torbogen von Linzenshäuschen eingesetzt werden.
Dagegen existierte die 1703 von einem Augustinerprior auf den Namen „Maria-Hilfkapelle“ eingeweihte Gebetsstätte noch bis 1827 und diente sowohl als Ort der sonntäglichen Messfeier für die benachbarte Landbevölkerung als auch über viele Jahre hinweg jeweils am Pfingstmontag als Wallfahrtsort. Schließlich war die Kapelle so baufällig, dass sie abgerissen werden musste und sowohl die Kirche als auch die Stadt sahen keinen Grund, in dieser entlegenen Gegend eine neue zu errichten. Lediglich die Glocke konnte gerettet und der Augustinerkirche übergeben werden.

## Gebäudekomplex Linzenshäuschen

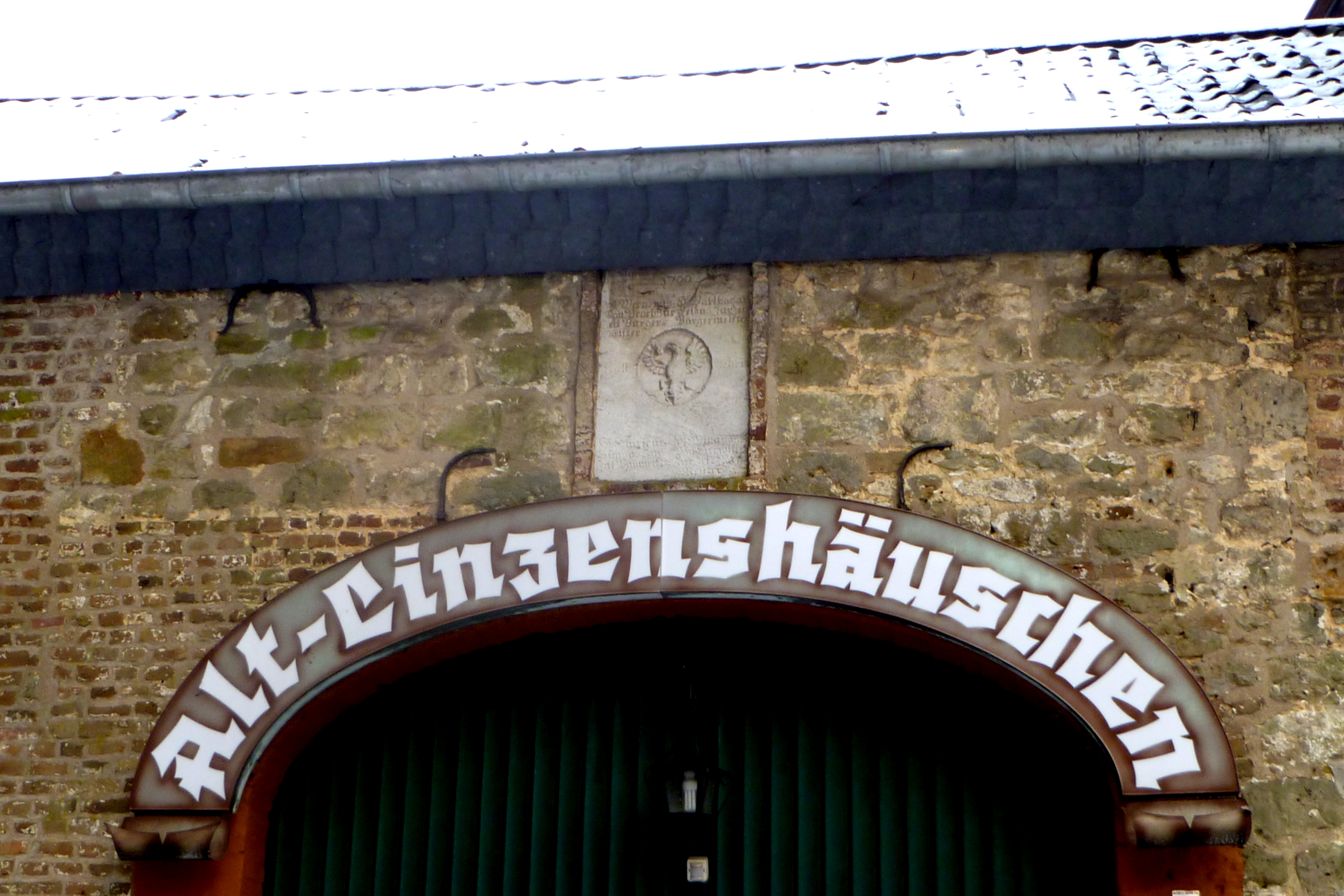
Historischer Schlussstein über dem Torbogen

Der Gebäudekomplex besteht aus dem rechteckigen Wachtturm in Bruchsteinbauweise mit drei Geschossen und einem später ausgebauten Dachstuhl unter einem Walmdach. Das Obergeschoss ist ebenso wie das Dachgeschoss nach allen Seiten mit Schießscharten ausgestattet, in diese nachträglich Fenster eingesetzt worden waren. Bis 1880 bestand Linzenshäuschen aus dem Turm und einem kleinen nördlichen Anbau mit Satteldach, in dem sich Teile des Wirtszimmers sowie einigen Stallungen befanden. Sowohl westlich des Turmes als auch in Verlängerung des alten Anbaues wurden später in Gestalt einer zweiflügeligen Hofanlage zwei parallel stehende und mit Satteldächern bedeckte Wirtschafts- und Dienstgebäude errichtet. Auf der Nordseite wurden sie mit einem Durchgang und auf der Südseite mittels eines Torhauses mit integriertem Torbogen, über welchem der Schlussstein aus der ehemaligen Eremitage eingebaut worden war, mit dem Wachtturm verbunden. Der dadurch entstehende Innenhof, dessen Wände weiß geschlämmt wurden, dient nach wie vor der Außengastronomie. Ein zum Areal gehörendes separates Backhaus befand sich aus Sicherheitsgründen wenige Meter außerhalb des Eingangsportals, ist aber nicht mehr existent.
Entlang des östlichen Wirtschaftsgebäudes erhebt sich, straßenseitig im Hang auf einem massiven Keller mit fünf Gewölbebögen errichtet, der Gastronomie-Anbau aus den Jahren 1893/94. Er ist im Stile eines Fachwerkhauses gehalten und mit einer ganzseitigen Glasfassade versehen.
Ebenfalls zur Straße hin an der östlichen Seite des Turmes ist mittig im Gemäuer zwischen dem Unter- und dem Mittelgeschoss eine gut erhaltene 66x67-cm große Basaltplatte aus dem frühen 15. Jahrhundert angebracht, welche von schmalen Steinleisten umrahmt ist. Auf ihr ist eine Inschrift eingraviert, die die zahlreichen Pilger begrüßt, die im Rahmen der Aachener Heiligtumsfahrten und der damit verbundenen Marienverehrung an Linzenshäuschen vorbeizogen waren und später dort auch einkehrten. Auf ihr steht geschrieben:
| Aue maria keiseri du bist tzo aichen eyn werdeine dich besoict so menich vredt gast udac mois he have d’aiche hast. | Ave Maria Kaiserin \| Du bist zu Aachen eine Wirtin \| Dich besucht so manch fremder Gast \| Verwünscht soll sein, wer Aachen hasst. | Spruchplatte Linzenshäuschen |